# Mar de Visayas

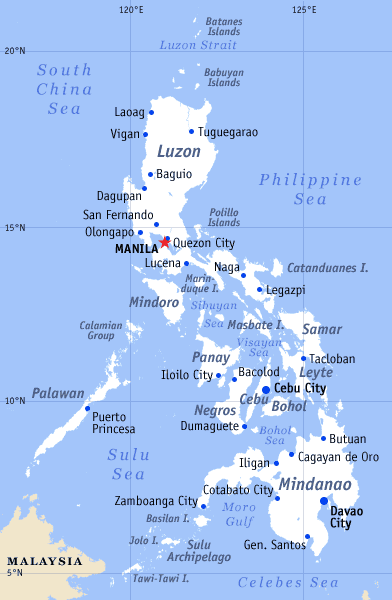
Mapa de les Filipines en què es pot veure la ubicació de la mar de Visayas

La mar de Visayas és una de les mars interiors de les Filipines.

## Particularitats
Les illes Visayas envolten aquesta mar. El canal de Jintotolo comunica la mar de Visayas amb la mar de Sibuyan, situada al nord-oest.
La mar de Samar es troba al nord-est, la mar de Camotes al sud-est. Es comunica amb la mar de Bohol al sud a través del canal de Tañon i amb la mar de Sulu pel canal de Guimaras i el Golf de Panay. L'illa més gran situada dins del mar de Visayas és l'illa de Bantayan.